# Здания Государственного Дворянского земельного и Крестьянского поземельного банков
Здания Государственного Дворянского земельного и Крестьянского поземельного банков — памятник градостроительства и архитектуры в Санкт-Петербурге. Комплекс составляют два исторических здания, выходящих парадными фасадами на Адмиралтейскую набережную: дом Общества взаимного поземельного кредита № 14 (1877, арх. Н. Л. Бенуа, А. И. Кракау) и доходный дом маркиза А. Ф. Паулуччи № 12 (1880—1881, арх. А. В. Иванов). В 1913—1915 годах в ходе перестройки здания приобрели единое архитектурное решение. 
Памятник был поставлен на государственную охрану под именованием «Здания Государственного Дворянского земельного и Крестьянского поземельного банков», однако позже выяснилось, что Крестьянский поземельный банк размещался в соседнем доме № 10 по Адмиралтейской набережной.              

## История
Территория, на которой выстроен памятник, изначально являлась внутренним двором Адмиралтейства, на котором в первые годы существования Санкт-Петербурга была возведена верфь, где строились корабли для российского флота. В конце XVIII — начале XIX веков проводились работы по благоустройству части Адмиралтейской набережной у Сенатской площади. В 1825—1825 годах был реализован проект инженера А. Д. Готмана и архитектора К. И. Росси, благодаря которому появились гранитные спуски-пристани: Дворцовый и Петровский. Адмиралтейская верфь была ликвидирована в 1860-х годах, а в 1865 году в Городской думе возникла идея выдвинуть прибрежную часть вдоль Адмиралтейства, на намытой территории устроить проезжую часть, а территорию внутреннего двора продать под застройку. Тогда проект отклонили, но вернулись к вопросу уже в 1871 году, когда была создана комиссия под председательством министра внутренних дел князя А. Б. Лобанова-Ростовского для решения вопросов преобразования адмиралтейского каре. Было решено полностью очистить внутренний двор от строений, возвести новую набережную, а расчищенную территорию продать под застройку. В 1873—1875 годах по проекту инженеров В. М. Карловича и С. С. Селянинова была возведена новая набережная с широким бульваром. В 1875—1878 годах строительное управление Морского министерства стало продавать участки под застройку.
Поскольку новое строительство вызвало беспокойство у горожан и архитекторов, Технический строительный комитет разработал «типовой» проект для всех участков (автор — Н. Л. Бенуа), с требованием, чтобы новые дома не закрывали полностью Адмиралтейство. Единое декоративное убранство разработал академик архитектуры К. К. Рахау. Однако требование одинаковости фасадов вызвало сопротивление и покупателей на участки не нашлось. В итоге, Городская дума в 1878 году отказалась от типового строительства, разрешив застройку по индивидуальным проектам, но с соблюдением высотного регламента. Среди застройщиков набережной в тот момент оказалось два финансовых учреждения. Бурное развитие банковской системы в России того периода привело к возникновению нового типа здания — банковского. Банки стали «яркой и характерной приметой Петербурга». 
Первый осуществлённый проект (дом № 14) разрабатывался архитекторами Н. Л. Бенуа и А. И. Кракау по заказу Общества взаимного поземельного кредита. Разрешение на постройку было получено 29 апреля 1877 года. Четырёхэтажное здание на высоком цоколе, выполненное в формах неоренессанса, выходило фасадами на Адмиралтейскую набережную, Черноморский и частично Керченский переулок. Второе здание (дом № 12) было построено архитектором А. В. Ивановым в 1880—1881 годах по заказу камер-юнкера двора Его Императорского Величества маркиза Александра Филлиповича Паулуччи как доходный дом. Четырёхэтажный дом был пристроен вплотную к предыдущему зданию, а проект получил положительный отзыв от императора Александра III: «Согласен и могу указать как пример хорошего вкуса. Царское Село».
В 1899 году дом № 12, предположительно, был выкуплен казной, так как в нём разместился Государственный Дворянский земельный банк, а смежный дом № 14 занял Особый отдел Государственного Дворянского земельного банка, которому Общество Поземельного кредита передаёт все дела. Чуть раньше Дворянского земельного банка в Российской империи был создан государственный Крестьянский поземельный банк, появление которого связано с крестьянской и земельной реформами императора Александра II. Крестьянский поземельный банк размещался в соседнем доме № 10 по Адмиралтейской набережной. В 1913—1915 годах дома №№ 12—14 были перестроены, а между домами № 10 и № 12 была возведена соединительная галерея над Керченским переулком. К этому времени два банка уже были объединены под общим руководством правления Государственного Дворянского земельного банка. Сметы перестройки составил в 1911—1912 годах гражданский инженер Е. М. Гулин. В результате перестройки декоративное оформление фасада дома № 12 стало копировать архитектуру здания № 14 и оба дома приобрели единый архитектурно-художественный вид.
Спустя месяц после октябрьского переворота 1917 года Государственный Дворянский земельный банк был упразднён декретом СНК от 25 ноября 1917 года. Вероятно, вместе с ним был ликвидирован и Крестьянский поземельный банк. С 1928 года в домах №№ 8, 10, 12, 14 по Адмиралтейской набережной находилось Петроградское Единое Потребительское общество (ДЕПО). В 1933 году в доме № 12 открылась прачечная артели «Новый быт». В 1930-е — 1960-е годы в зданиях размещались кооперативные товарищества, различные домохозяйства. К 1969 году дома были заняты жилыми квартирами. В 1973 году дом № 14 занял ВВМИУ им. Дзержинского (Военно-морской инженерный институт). Здесь разместились общежитие курсантов старших курсов, служба КЭО и служебное жильё для командования ВВМИУ. В советское и постсоветское время были полностью утрачены интерьеры обоих зданий.
В настоящее время, в здании Государственного Дворянского земельного и Крестьянского поземельного банков находится четырехзвездочный отель The Bridge.